# Gloria Giner de los Ríos García
Gloria Giner de los Ríos García  (Madrid, 28 de marzo de 1886 – 6 de febrero de 1970) fue una profesora española de la Escuela Normal Superior de Maestras y de la Institución Libre de Enseñanza. Autora de manuales dedicados a la enseñanza de la Historia y de la Geografía con vocación renovadora, desarrolló junto con Leonor Serrano Pablo la “receta” educativa que llamaron “observación entusiasta.” Además intentaron que el canon androcéntrico de los estudios geográficos incluyera a las mujeres. Hija de Hermenegildo Giner de los Ríos (hermano de Francisco Giner de los Ríos) y de Laura García Hoppe, contrajo matrimonio con Fernando de los Ríos Urruti, con quien tuvo una hija, Laura de los Ríos Giner, que se casó con Francisco García Lorca, hermano del poeta Federico. Gloria fue una de las mujeres que vivieron en el exilio durante la Dictadura franquista, formando parte de la élite intelectual que llevó a cabo una fructífera labor educativa, filológica, literaria, jurídica y cultural.

## Reseña biográfica
Madrileña, hija de Laura García Hoppe y de Hermenegildo Giner de los Ríos, Gloria Giner pasó su infancia y adolescencia en Madrid, Alicante y Barcelona, ciudades en donde su padre desempeñó la cátedra de filosofía. Terminados los estudios de bachillerato en 1906 y los de magisterio en 1908, completó su formación asistiendo a clases en la Institución Libre de Enseñanza y a cursos de arte, pedagogía y filosofía. En 1909, se incorporó como primera promoción a la Escuela de Estudios Superiores del Magisterio.

### Matrimonio y vida familiar y social
El 1 de julio de 1912, contrajo matrimonio con Fernando de los Ríos Urruti que había obtenido la cátedra de Derecho en la Universidad de Granada. Fue en esta ciudad en la que  el matrimonio fijó su residencia y en la que Gloria fue profesora de la Escuela Normal, por derecho de consorte al principio y, después, con propia plaza. Un año después, nació Laura de los Ríos Giner. En Granada la familia Ríos Giner entabló amistad la familia García Lorca, con Manuel de Falla y con Berta Wilhelmi y su esposo Eduardo Domínguez. Berta estaba en contacto con la Institución Libre de Enseñanza y había organizado unas colonias escolares en Almuñécar. Gloria organizó, con su colaboración, la educación de su hija Laura y de otros niños, entre quienes se encontraba Isabel García Lorca, a fin de apartarlos de la enseñanza privada que se impartía en la Granada de aquel entonces.

### Laura de los Ríos e Isabel García Lorca
Federico García Lorca fue uno de los amigos del selecto círculo de la familia Ríos. El poema sonámbulo se lo dedicó a este matrimonio. Fue Federico quien hizo que se conocieran las dos niñas. La amistad entre ellas fue muy intensa y duradera. Con el tiempo llegaron a ser cuñadas pues Laura se casó con Francisco García Lorca, hermano menor de Federico. Isabel García Lorca, en una entrevista, recordó a Gloria:

“Gloria Giner era un ser extraordinario. Bueno, de carácter, yo creo que había cierto parecido en todas ellas, cierta alta tensión moral. Personas un poco exigentes con lo que hacían los demás y lo que podían hacer. Eran en el fondo así, incluyendo a mi madre”.

Laura, en otra entrevista, relató cómo era la vida de su madre en Granada:

mi madre asistía cada día a sus clases... por la tarde preparaba sus clases y ayudaba a mi padre. Traducía del alemán, lengua que le había enseñado mi padre y una profesora alemana en Granada. También traducía del francés, que conocía muy bien, del griego y del latín... amorosa e intelectualmente mis padres fueron un matrimonio muy bien avenido." 

## Carrera profesional
En 1931, el Gobierno Provisional de la República nombró a su marido ministro de Justicia, y en diciembre, ministro de Instrucción Pública. Gloria le dijo a su hija «Yo no voy a renunciar a mi carrera y a vivir de ministra». No obstante realizó algunas funciones protocolarias y acompañó a su marido en los viajes por España. En 1932 quedó en excedencia como profesora en la Escuela Normal pero siguió dando clases en la Institución Libre de Enseñanza. En 1933, después de que su marido renunciara al cargo en el Gobierno, se reincorporó a la docencia aceptando la plaza de Zamora. Durante tres cursos vivió sola en una habitación de hotel, tres días por semana, regresando a Madrid el resto de la semana. En Zamora, como en Granada, la sociedad burguesa le hizo el vacío, por ser mujer de un socialista y no asistir a las prácticas religiosas.

### Exilio
A finales de septiembre de 1936, Fernando de los Ríos fue nombrado embajador de España en Estados Unidos, cargo que ocupó hasta marzo de 1939. Gloria se trasladó a Washington con su hija, su madre y un sobrino de su marido. Más tarde se incorporaría Fernanda Urruti, madre de Fernando. En Washington, Gloria fue invitada varias veces a las reuniones que organizaba Eleanor Roosevelt en la Casa Blanca. Durante la guerra civil Fernando de los Ríos fue separado del servicio de catedrático de la Universidad de Madrid. En 1939, el gobierno franquista lo separó definitivamente de su cátedra y lo dio de baja en el escalafón.
Fernando de los Ríos, impartió clases en el New School for Social Research de Nueva York, institución fundada para acoger a intelectuales europeos emigrados por causas políticas. Gloria fue profesora en la Universidad de Columbia. La familia Ríos-Giner vivió el exilio de EE. UU., que sin llegar a reconocer el exilio republicano español, sometió a las leyes de inmigración a quienes quisieron entrar. Ahora bien, los universitarios y los artistas quedaban exentos de la rígida ley de cuotas de inmigración, siempre que estuvieran avalados por ciudadanos norteamericanos o fueran reclamados por alguna universidad. Gloria fue una de las profesoras exiladas que pasaron por universidades americanas y que forman parte de la élite que llevó a cabo una fructífera labor intelectual y artística.
En 1942, su hija Laura contrajo matrimonio con Francisco García Lorca, hermano menor del poeta Federico en la capilla Mead del Middlebury College donde ambos eran profesores de la Escuela Española. De este matrimonio nacieron tres hijas. La familia vivió el exilio en el piso familiar que

“todos los domingos se abría a todos los amigos que andaban por la zona neoyorquina. No había que recibir invitación. Era una casa abierta a todos los amigos españoles desterrados y a los hispanoamericanos simpatizantes con la derrotada república. Don Fernando seguía siendo el embajador de la República, no en el palacete de Washington, sino en su piso de Riverside Drive.

Mujer infatigable, además de preparar las clases, escribir poemas y de trabajar en la publicación de sus obras, cuidaba de sus tres nietas, las sacaba de paseo y si era necesario cogía el metro y las subía en autobús en Nueva York.
En 1949 falleció Fernando de los Ríos. Al entierro acudió más de medio centenar de personalidades de la política y la cultura. José de los Ríos —el hermano menor de Fernando— y Francisco García Lorca presidieron el duelo familiar. La esposa, la madre y la hija de Fernando de los Ríos se quedaron en la casa durante el entierro, de acuerdo con una costumbre habitual en la España de aquellos tiempos. Los restos de Fernando de los Ríos fueron trasladados al cementerio civil de Madrid el 28 de junio de 1980.

### Regreso a España

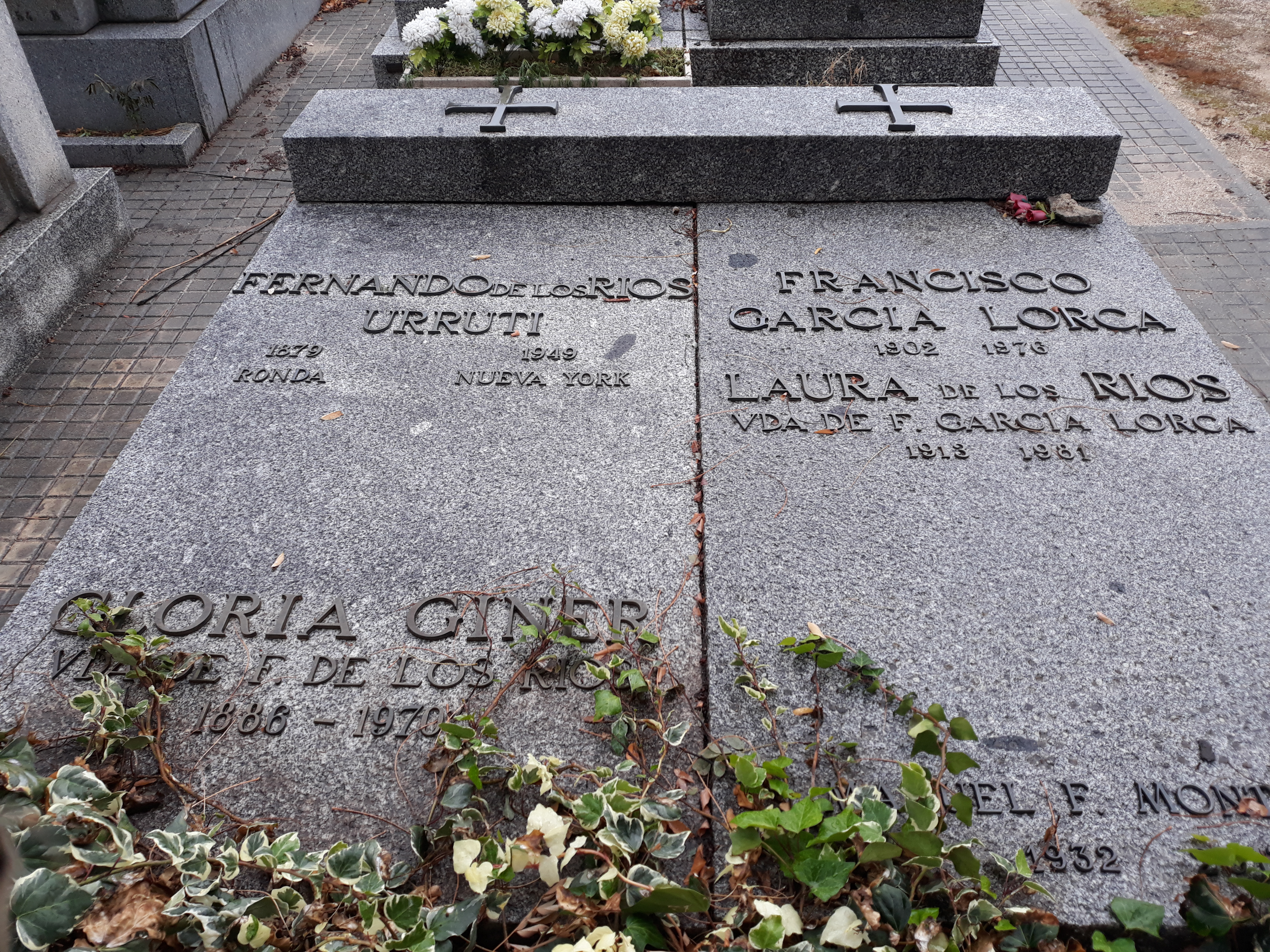
Tumba de Gloria Giner en el Cementerio civil de Madrid.

Gloria Giner regresó a España con la familia de su hija, en 1965. Falleció en Madrid, el 6 de febrero de 1970. La prensa de Bogotá publicó la noticia recordando que fue una figura destacada en los estudios geográficos e históricos.

## La enseñanza de la Geografía
Gloria y su gran amiga Leonor Serrano Pablo fueron las grandes cultivadoras de la enseñanza de la Geografía con la finalidad de conectar con el alumnado. Gloria Giner defendió la capacidad formativa de las artes plásticas «como base real de la enseñanza de la Historia en los primeros años de formación de la cultura del niño». Esa fuerza didáctica del arte también la tiene la literatura, por lo que Gloria consideraba —igual que Altamira— que la literatura es en un sentido lato, auxiliar de la Historia. Esto se aprecia en su obra Cien lecturas históricas que:

«se convirtió en uno de los textos visibles de la manualistica de segunda enseñanza inspirados en los presupuestos renovadores altamiranos»

Con Altamira y María Montessori como referentes, llevaron a cabo una enseñanza de la geografía que, en palabras de Serrano, giraba en torno a la «observación entusiasta». Esta consistía en enseñar Geografía dialogando con el alumnado, fortaleciendo su relación  física y emocional con el entorno. Otra parte de la observación entusiasta era la emocional. Se debía de dejar fuera las imposiciones de memorizaciones sin sentido. En palabras de Gloria Giner, «se educaba su alma y se fortalecía su espíritu».
Para que el contenido científico se entendiera bien, utilizaban  leyendas, poesías, relatos cortos y canciones populares para apoyar las explicaciones geográficas. La enseñanza de la geografía necesitaba de otra disciplina de apoyo: la Historia. Los adelantos científicos y cartográficos, tenían un valor complementario. Gloria Giner consideraba que los textos sobre viajes eran un recurso útil para la enseñanza del temario de Geografía, con el que el alumnado lograra, al aprender, «gozar y amar la Tierra».
La educación debía estar basada en el principio de respeto tanto hacia el entorno circundante como a las personas que lo habitan. Gloria Giner insistió en que generaba gozo la conexión de la parte más personal e íntima de la persona con lo que, de forma espontánea, ofrecía el medio.
Serrano y Giner plantearon la inclusión real de las mujeres en el canon androcéntrico de los estudios sobre geografía. El diccionario de la Real Academia Española, había incluido en el año 1803 la acepción del término ‘hombre’ en su referencia a toda la humanidad. Tomando el término como inclusivo de las mujeres, entendían que obligaba a los hombres a relacionarse con la naturaleza como lo hacían las mujeres. En palabras de Leonor Serrano, lo que se iba a fomentar al dejar sin sentido las referencias androcéntricas en la Geografía era una «nueva humanidad creadora, amorosa, anti-destructora y anti-guerrera». Esta enseñanza conecta, en opinión de Simón Alegre con lo que, en el lenguaje del siglo XXI, se denomina el desarrollo de una educación ambiental y/o las primeras manifestaciones del ecofeminismo.

## Obras
- Historia de la pedagogía (1910).
- Weimer, Hermann 1872-1942 (Traducción).
- Geografía Primer grado. Aspectos de la naturaleza y vida del hombre en la tierra (1919).
- Geografía: Primer grado, obra conjunta con Ribas, Federico 1890-1952 (1919).
- Geografía general. El cielo, la Tierra y el hombre (1935).
- Cien lecturas históricas (1935).
- Lecturas geográficas. Espectáculos de la naturaleza, paisajes, ciudades y hombres. (1936).
- Romances de los ríos de España (1943).
- Manual de historia de la civilización española ( 1951).
- Cumbres de la civilización española: Interpretación del espíritu español individualizado en diecinueve figuras representativas (1955).
- El paisaje de Hispanoamérica a través de su literatura: (antología) (1958).
- Introducción a la historia de la civilización española (1959).
- Por tierras de España (1962).